# Centrale der Metaalindustrie van België
De Centrale der Metaalindustrie van België (CMB), in het Frans Centrale de l'Industrie du Métal de Belgique (CMB) is een Belgische vakcentrale die is aangesloten bij het Algemeen Belgisch Vakverbond (ABVV). Het was de eerste confederale vakbond in België.

## Historiek
In 1886 werd de Nationale Federatie van Metaalarbeiders opgericht.
In 1912 werd de naam omgevormd tot Centrale der Metaalbewerkers en telde ze reeds 22.000 leden.
Sinds 1993 draagt ze haar huidige naam.
CMB besloot tijdens een buitengewoon congres in 2006 over te gaan op een nieuwe structuur die zich voornamelijk op de regio's richt. Hierdoor is ze in facto de eerste confederale vakbond in België. De drie entiteiten (Vlaanderen, Brussels Hoofdstedelijk Gewest en Wallonië) kunnen hierdoor hun syndicale werking in volle autonomie ontplooien. Aan Vlaamse zijde is dit ABVV Metaal en aan de Waals-Brusselse zijde is dit Metaalbewerkers Wallonië-Brussel (MWB). Daarnaast is er nog steeds een overkoepelde samenwerking.

### Organogram

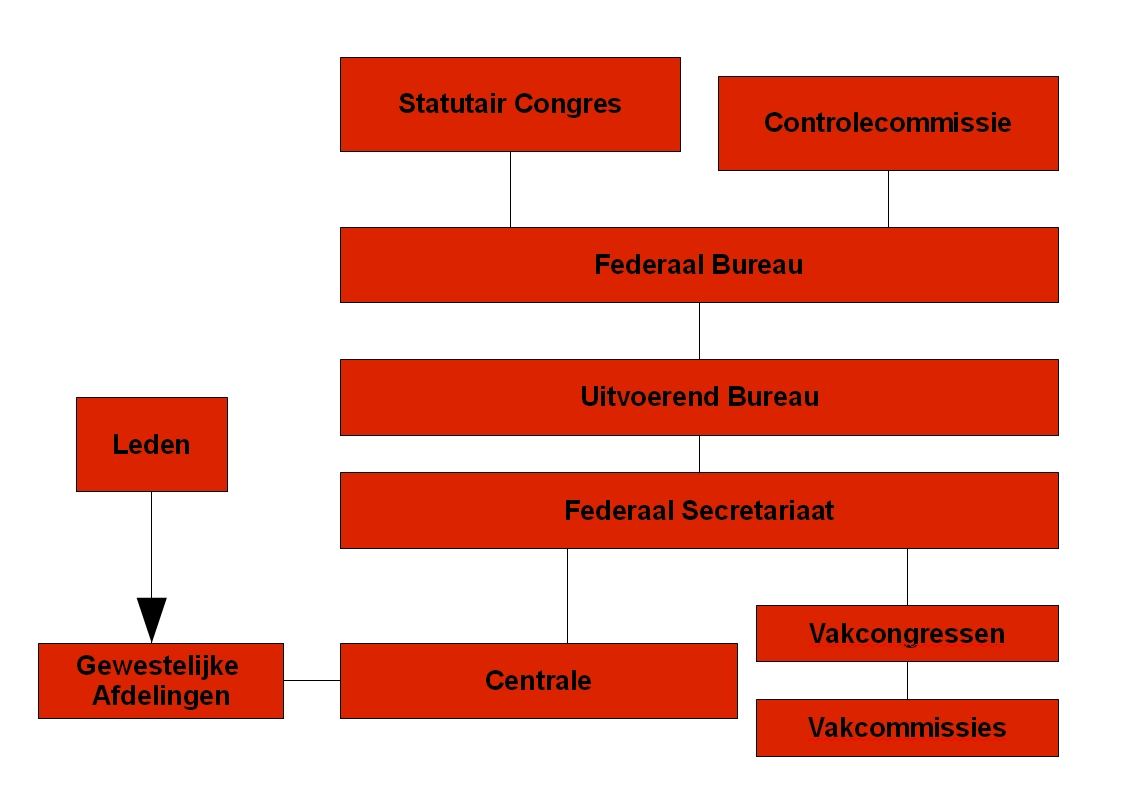
Organogram Vakcentrales

## Structuur

### Bestuur
| Periode                                          | Voorzitter                                    |
| Nationale Federatie van Metaalarbeiders (NFM)    | Nationale Federatie van Metaalarbeiders (NFM) |
| ------------------------------------------------ | --------------------------------------------- |
| 1911                                             | Jean Baeck                                    |
| Centrale der Metaalbewerkers van België (CMB)    |                                               |
| 1912 - 1931                                      | Jean Baeck                                    |
| ...                                              |                                               |
| 1991 - 1994                                      | Michel Cossaer                                |
| 1994 - 1996                                      | Jacques Fontaine                              |
| Centrale van de Metaalindustrie van België (CMB) |                                               |
| 1996 - 1998                                      | Jacques Fontaine                              |
| 1999 - 2006                                      | Herwig Jorissen                               |

| Periode                                          | Secretaris                                    |
| Nationale Federatie van Metaalarbeiders (NFM)    | Nationale Federatie van Metaalarbeiders (NFM) |
| ------------------------------------------------ | --------------------------------------------- |
| 1888 - 1898                                      | Evarist Pierron                               |
| 1898                                             | Theodoor Bekaert                              |
| 1898 - 1911                                      | Jules Solau                                   |
| Centrale der Metaalbewerkers van België (CMB)    |                                               |
| 1912 - 1930                                      | Jules Solau                                   |
| 1930 - 1945                                      | Georges Keuwet                                |
|                                                  |                                               |
| Periode                                          | Secretaris-generaal                           |
| Centrale der Metaalbewerkers van België (CMB)    |                                               |
| 1945 - 1946                                      | Georges Keuwet                                |
| 1946 - 1961                                      | Raymond Latin                                 |
| 1961 - 1973                                      | Gust Wallaert                                 |
| 1973 - 1977                                      | Roger Vandeperre                              |
| 1977 - 1986                                      | Fernand Decoster                              |
| 1986 - 1989                                      | Germain Duhin                                 |
| 1990 - 1992                                      | Michel Cossaer                                |
| 1993 - 1996                                      | Herwig Jorissen                               |
| Centrale van de Metaalindustrie van België (CMB) |                                               |
| 1996 - 1998                                      | Herwig Jorissen                               |
| 1999 - 2006                                      | Michel Maton                                  |
| 2006 - 2018                                      | Nico Cué & Herwig Jorissen                    |
| 2018 - heden                                     | Nico Cué & Georges De Batselier               |

### Intergewestelijk niveau

#### ABVV Metaal
- Voorzitter: Rohnny Champagne
- Ondervoorzitter: Ortwin Magnus
- Algemeen Secretaris: Marc Lenders
- Leden: ± 89.000

#### Metaalbewerkers Wallonië-Brussel (MWB)
- Voorzitter:
- Algemeen-Secretaris: Hillal Sor
- Leden: 75.419

### Werking
De verschillende niveaus binnen CMB zijn:
Statutair Congres
Het Statutaire Congres komt elke vier jaar samen en bestaat uit de syndicale afgevaardigden. De bevoegdheden zijn de politieke lijn bepalen door middel van het goedkeuren van resoluties. Daarnaast verkiest het de leden van het Federaal Bureau.
Controle Commissie
De Controle Commissie is een orgaan binnen de vakcentrale dat toekijkt op de boekhouding en financiën van de vakcentrale. Het is samengesteld uit 4 verkozenen door het Congres en 1 verkozene door het Federaal Bestuur.
Federaal Bestuur
Het federaal bestuur is een orgaan binnen de vakcentrale dat waakt over de naleving van de statuten en de uitvoering van de beslissingen van het Federaal Bestuur en het Congres. Het komt bijeen om de zes maanden en is samengesteld uit leden van het Federaal Secretariaat en vertegenwoordigers van de gewestelijke afdelingen.
Uitvoerend Bestuur
Het uitvoerend bestuur is een orgaan binnen de vakcentrale en komt tweewekelijks samen. Het is samengesteld uit leden van het Federaal Secretariaat en de negen verkozenen van het Federaal Bestuur. De bevoegdheden zijn de financiën, het beheer en de werking van de Gewestelijke Afdelingen.
Federaal Secretariaat
Het Federaal secretariaat is een orgaan dat het dagelijks bestuur van de vakcentrale organiseert. Het bestaat uit de Voorzitter, Algemeen Secretaris en 6 federale secretarissen.
Gewestelijke Afdelingen
De gewestelijke afdelingen vormen de basis van de vakcentrale en organiseren dienstverlening, probleemoplossing en communicatie met de leden en syndicaal afgevaardigden.
Vakcongres
Is een orgaan binnen de vakcentrale dat elke vier jaar georganiseerd wordt voor elke belangrijke sector.
Vakcommissie
Dit orgaan binnen de vakcentrale wordt ingesteld door het Federaal bestuur voor elke belangrijke sector. Ze komt naar noodzaak bijeen en is gelast met de voorbereiding en organisatie van de vakbondswerking in de betrokken sector.
Syndicale Afvaardiging
Daarnaast zijn er militanten en delegees die verkozen zijn bij de sociale verkiezingen door de werknemers in de bedrijven. Deze verdedigen de rechten van de aangesloten leden binnen hun bedrijf volgens twee verschillende modellen:
- het strijdmodel waarbij men in de bedrijven actievoerders heeft die waken over de sociale toestand. Deze door de vakbond aangestelde personen vormen de vakbondsdelegatie.
- het overlegmodel waarbij er twee organen zijn voor de communicatie tussen werkgever en werknemer. Dit zijn de ondernemingsraad en de Comités voor Preventie en Bescherming op het Werk (CPBW). Deze personen worden verkozen door de werknemers.

### Sectoren
De sectoren (Tussen de haakjes vind je het paritair comité waartoe elke sector behoord) waarin CMB actief is, zijn:
| - Edele metalen (PC 149.3) - Elektriciteit (PC 149.1) - Garages (PC 112) - Koetswerk (PC 149.2) | - Metaalhandel (PC 149.4) - Metaalrecuperatie (PC 142.1) - Metaalbewerking (PC 111.1&2) - Montage (PC 111.3) | - Non-ferrometalen (PC 105) - Staalnijverheid (PC 104) - Aanvullend paritair comité (PC 100) - Onderhoud en herstelling burgerluchtvaart (PC 315.01&02) |

## Bekende (ex-)leden
- Jean Baeck
- Theodoor Bekaert
- Aimé Canipel
- Michel Cossaer
- Nico Cué
- Georges De Batselier
- Fernand Decoster
- Isi Delvigne
- Germain Duhin
- Jacques Fontaine
- Herwig Jorissen
- Rudi Kennes
- Georges Keuwet
- Julien Lahaut
- Raymond Latin
- Jean Longville
- Jozef Magé
- Ortwin Magnus
- Michel Maton
- Arthur Meunier
- Evarist Pierron
- André Renard
- Jules Solau
- Désiré Van Daele
- Roger Vandeperre
- Louis Van Hooveld
- Joseph Verlinden